# Lodi (Califòrnia)
Lodi és una població dels Estats Units a l'estat de Califòrnia. Segons el cens del 2009 tenia 69.411 habitants.
La cançó de Creedence Clearwater Revival anomenada Lodi, fa referència a aquesta ciutat.

## Demografia
Segons el cens del 2000, Lodi tenia 56.999 habitants, 20.692 habitatges, i 14.339 famílies. La densitat de població era de 1.798 habitants/km².
Per edats la població es repartia de la següent manera: un 28,2% tenia menys de 18 anys, un 9,6% entre 18 i 24, un 28,1% entre 25 i 44, un 19,8% de 45 a 60 i un 14,3% 65 anys o més.
L'edat mediana era de 34 anys. Per cada 100 dones de 18 o més anys hi havia 91,8 homes.
La renda mediana per habitatge era de 39.570 $ i la renda mediana per família de 47.020 $. Els homes tenien una renda mediana de 37.738 $ mentre que les dones 27.073 $. La renda per capita de la població era de 18.719 $. Entorn del 12,3% de les famílies estaven per davall del llindar de pobresa.

## Poblacions més properes
El següent diagrama mostra les poblacions més properes.